# Carlos Uribe Echeverri
Carlos Uribe Echeverri (Rionegro, 13 de abril de 1888-Medellín, 22 de julio de 1958) fue un abogado, político y diplomático colombiano, que se desempeñó como Ministro de Hacienda y Ministro de Minas y Petróleos de ese país. Así mismo, fue el embajador de Colombia en España durante la guerra civil española. 

## Biografía
Nació en Rionegro, parte del Oriente antioqueño, en abril de 1888, hijo de Ignacio Uribe Piedrahíta y Ramona Echeverri Echeverri. Realizó sus estudios primarios y secundarios allí; estudió Derecho en la Universidad de Antioquia, de donde se graduó en 1913. En 1910 fue  representante de los universitarios de Antioquia, al Congreso Internacional de Estudiantes de la Gran Colombia, reunido en Bogotá.
En el plano político, fue electo en 1916 a la Asamblea Departamental de Antioquia; en 1918, llega a ser diputado a la Cámara de Representantes por Antioquia, presidiendo aquella institución en 1919. En 1921 denunció la candidatura del conservador Pedro Nel Ospina, presentando cargos por presuntas irregularidades durante su mandato como Gobernador de Antioquia, lo que motivó la apertura de una investigación formal en la Cámara Baja. Miembro del Partido Liberal, en 1934 fue brevemente Ministro de Hacienda y Crédito Público en el primer gobierno de Alfonso López Pumarejo, quien lo designó Embajador en España, cargo que ocupaba al momento de estallar la guerra civil española, siendo quien se encargó de intentar sacar del país a los Mártires colombianos de la Orden Hospitalaria.
De regreso en Colombia, sería Presidente del Senado en 1942 y Ministro de Minas y Petróleos en 1943, durante el segundo mandato de Alfonso López Pumarejo. En las elecciones presidenciales de 1942 fue precandidato fallido del Partido Liberal. Posteriormente, sería Embajador en Uruguay, Chile y Brasil, así como miembro de la Comisión de Relaciones Exteriores en representación del Senado.
Fue el autor de múltiples obras, entre ellas: Asuntos internacionales (1913) La Quinta Conferencia de Santiago (1923), En la cámara (1926), La carestía de la vida (1926), Por las libertades públicas (1928), El liberalismo nuevo (1930), Nuestro problema: producir (1936) y El sufragio y la democracia (1936).